# What It Do
What It Do è un brano musicale del rapper statunitense Lil' Flip pubblicato nel 2005 come singolo estratto dall'album I Need Mine $$. Lo ha prodotto e vi ha partecipato Mannie Fresh.

## Informazioni
Prima della pubblicazione ufficiale dell'album, la canzone era stata scelta come primo singolo, quando è stata sostituita da "Ghetto Mindstate".
Nella terminologia hip hop, "What It Do" sta ad indicare "Cosa c'è di nuovo" o "Che cosa sta succedendo?". Anche altri rappers come Paul Wall e Slim Thug la usano nelle loro canzoni.
Il testo del singolo è stato scritto dagli stessi Lil' Flip e Mannie Fresh.

## Classifica
| Chart (2005)                                          | Posizione massima |
| ----------------------------------------------------- | ----------------- |
| Stati Uniti d'America Billboard Hot R&B/Hip-Hop Songs | 71                |